# When Love Is King
When Love Is King è un film muto del 1916 diretto da Ben Turbett.

## Produzione
Il film fu prodotto dalla Edison Company.

## Distribuzione
Distribuito dalla Kleine-Edison Feature Services, il film uscì nelle sale cinematografiche degli Stati Uniti il 9 febbraio 1916. Ne venne fatta una riedizione distribuita dalla Photo Products Export Company.